# Дивовижне полювання
«Дивовижне полювання» (рос. «Удивительная охота») — радянський пригодницький художній фільм 1961 року, знятий режисером Борисом Доліним на кіностудії «Моснаукфільм».

## Сюжет
Перший радянський панорамний художній фільм. Рано вранці у весняному лісі головний герой фільму вистежив козулю, що годує своє дитинча, але підняла не рушницю, а кіноапарат. Дорогою на пасіку колгоспу «Світанок» він згадує свою зимову пригоду з ведмедем, якого він вигнав із барлоги. У хаті за чаєм герой розповідає пасічнику про дивовижне полювання з кіноапаратом — у степах заповідника Асканія Нова, в розпліднику зубрів під Москвою, у пісках Муюн-Кум, де ловили дикого кабана, на озері Тенгіз у Казахстані, де водяться фламінго, на Аральському морі де на острові Барса-Кельмес проводиться масовий вилов сайгаків. А під час цієї розповіді на пасіці господарює ведмідь — зовсім як уві сні, який пасічник бачив напередодні.

## У ролях
- Анатолій Федорінов — полювальник з кіноапаратом
- Георгій Гумільовський — єгер
- Іван Коваль-Самборський — єгер
- Микола Новлянський — пасічник

## Знімальна група
- Режисер — Борис Долін
- Сценарист — Борис Долін
- Оператори — Аркадій Міссюра, Едуард Езов
- Композитор — Єлизавета Туманян
- Художник — Давид Виницький